# Sonim (Portogallo)
Sonim è una ex freguesia (frazione) del concelho (comune) di Valpaços in Portogallo. Conta 653 abitanti (2001) e ricopre un'area di 11,03 km², con una densità di 28,7 ab/km².